# Hemmerichstraße (Bad Kissingen)
Die Hemmerichstraße befindet sich in Bad Kissingen, der Großen Kreisstadt des unterfränkischen Landkreises Bad Kissingen und beherbergt mehrere Baudenkmäler des Ortes.

## Geschichte
Die Hemmerichstraße beginnt an der Kapellenstraße, kreuzt die Hartmannstraße und mündet in die Salinenstraße.
Die Hemmerichstraße diente früher als Ausfallstraße. Diese Funktion ging mit der Anlage der heutigen Von-Hessing-Straße, die aus einem Teil der Salinenstraße hervorging, verloren.
| Foto | Adresse            | Anmerkung                   |
| ---- | ------------------ | --------------------------- |
|      | Hemmerichstraße 2  | Ehemaliges Wasserwerk, 1922 |
|      | Hemmerichstraße 8  | Villa, um 1875              |
|      | Hemmerichstraße 50 | Villa, 1895                 |